# Горшков, Юрий Давыдович
Юрий Давыдович Горшков (рум. Iurie Gorșcov; 27 июня 1944, Просвет — 29 марта 2022, Кишинёв) — советский и молдавский танцовщик, хореограф и балетный педагог. Народный артист Молдавии (2009).

## Биография
Родился 27 июня 1944 года в селе Просвет Рябковского сельсовета города Кургана, ныне село входит в Кетовский муниципальный округ Курганской области. Его отец Давид Исаакович Вайншток (1918—1985), уроженец села Милешты, участвовал в Великой Отечественной войне, был ранен в 1942 году и находился на лечении после тяжёлого ранения в городе Кургане. После войны был скрипачом в Молдавском эстрадном оркестре под управлением Шико Аранова, оркестре танцевального ансамбля «Жок» и ансамбле народной песни и танца «Флуераш». Мать Екатерина Горшкова (1922—?) была студенткой медицинского училища. В семье было четверо детей.
В 1951 году поступил в танцевальный кружок при Дворце пионеров, которым руководила Рашель Иосифовна Брумберг. Продолжил учёбу на хореографическом отделении Кишинёвского музыкального училища у Рашели Брумберг одновременно с Борисом Эйфманом.
После окончания училища в 1962 году был принят в ансамбль народного танца «Жок», впоследствии стал солистом труппы, где работал до 1983 года. Был известен исполнением сложных акробатических трюков, один из первых исполнителей двойного револьтата прямыми ногами (прыжок с прямыми ногами с двойным поворотом в воздухе, затем ноги соединяются, а приземляется танцор на одну ногу).
После завершения танцорской карьеры преподавал в Кишинёвском музыкально-хореографическом училище имени Штефана Няги, был назначен заведующим хореографическим отделом, затем стал заместителем директора по хореографии.
Как балетмейстер поставил для ансамбля «Жок» 22 танцевальные сюиты, был членом жюри международных конкурсов в Вене, Будапеште, Одессе, Киеве, Констанце, Львове, Милане, Харькове. Автор научных работ, посвящённых хореографии.
В 1991 году был назначен директором Национального хореографического лицея-интерната, в 2001 году преобразованного в Национальный хореографический колледж. Вместе с женой руководил танцевальным ансамблем «Молдовеняска».
Доцент кафедры хореографии Академии музыки, театра и изобразительного искусства.
Умер 29 марта 2022 года в Кишинёве (Республика Молдова). Похоронен на кишинёвском Центральном кладбище.

## Награды и звания
- Орден Республики (12 июня 2018 года)[14]
- Орден «Трудовая слава» (10 декабря 2011 года)[15]
- Народный артист Молдавии (17 июля 2009 года)[16]
- Заслуженный артист Молдавской ССР (1982)

## Семья
Жена — Раиса Ивановна (урождённая Кузнецова), солистка ансамбля «Жок», балетмейстер ансамбля «Молдовеняска». Сын Михаил.

## Публикации
Antip Țarălungă, Iurie Gorșcov. Colegiul Național de Coregrafie din Republica Moldova. Chișinău: Notograf Prim, 2013. — 224 p.